# Jamaica Beach (Texas)
Jamaica Beach es una ciudad ubicada en el condado de Galveston en el estado estadounidense de Texas. En el Censo de 2010 tenía una población de 983 habitantes y una densidad poblacional de 496,78 personas por km².

## Geografía
Jamaica Beach se encuentra ubicada en las coordenadas 29°11′30″N 94°58′49″O / 29.19167, -94.98028. Según la Oficina del Censo de los Estados Unidos, Jamaica Beach tiene una superficie total de 1.98 km², de la cual 1.49 km² corresponden a tierra firme y (24.61%) 0.49 km² es agua.

## Demografía
Según el censo de 2010, había 983 personas residiendo en Jamaica Beach. La densidad de población era de 496,78 hab./km². De los 983 habitantes, Jamaica Beach estaba compuesto por el 93.9% blancos, el 1.73% eran afroamericanos, el 0.2% eran amerindios, el 1.12% eran asiáticos, el 0% eran isleños del Pacífico, el 0.61% eran de otras razas y el 2.44% pertenecían a dos o más razas. Del total de la población el 7.32% eran hispanos o latinos de cualquier raza.

## Educación
El Distrito Escolar Independiente de Galveston, incluyendo su escuela preparatoria (high school), la Escuela Preparatoria Ball, sirve a Jamaica Beach.